# EPL9T型电力动车组
EPL9T型电力动车组（烏克蘭語：Електропоїзд ЕПЛ9Т）是乌克兰铁路的电力动车组车型之一，适用于供电制式为25千伏50赫茲工頻单相交流电的电气化铁路，由卢甘斯克机车制造厂设计制造，于2001年研制成功并投入批量生产。至2008年停产，共生产了15列EPL9T型电力动车组，均配属于西南铁路局和南方铁路局。

## 技术特点
EPL9T型电力动车组是动力分散式列车，其标准编组为“四动四拖”的8辆编组，由2辆带司机室的控制拖车、2辆中间拖车、4辆动车组成，每“一动一拖”组成一个电气独立单元，司机可在任一司机室对全列车进行操纵。列车亦可以根据实际需要增减车厢数量，采用灵活的编组方式。车体结构与EPL2T型电力动车组完全相同，采用不锈钢焊接而成的整体承载式结构，车体侧墙采用带加强压根的波纹钢板制造，车体长度为25,250毫米。车厢两侧各设有三扇车门，供旅客快速乘降。早期生产的14组列车（001～014）采用平面为主的微流线型车头，最后一组列车采用了重新设计的司机室外观，具有圆弧过渡的流线型头形。客室采用“3+3”的座位布置方式，中间动车、中间拖车和控制拖车的座席定员为118人、130人、118人。
每节车厢装有两台二轴转向架，可分为动车转向架和拖车转向架两种，两者除了驱动装置的差别之外，其余部分均采用了基本一致的结构。转向架设有二系悬挂装置，一系悬挂为轴箱侧螺旋圆弹簧及垂向摩擦阻尼器，二系悬挂为摇动台式螺旋弹簧中央悬挂装置及垂向油压减震器。转向架两侧设有斜对称安装的纵向牵引拉杆，拉杆两端具弹性节点将摇枕和构架相连，以传递牵引力及制动力。动力转向架的车轮直径为1050毫米（新轮），拖车转向架的车轮直径为950毫米（新轮）。
列车采用交—直流电传动，牵引电气系统由拉脱维亚的里加电机制造厂提供，与ER9T型电力动车组所采用的基本相同。每辆动车的车顶装有一台受电弓和空气断路器，车底下装有一台牵引变压器和一台硅整流器。列车采用变压器高压侧调压，变压器原边绕组设有多级抽头，以实现牵引电动机的调压调速控制。牵引电动机为1ДТ.003.11型四极串励直流电动机，小时功率为220千瓦，持续功率为200千瓦，额定电压为825伏，设有二级磁场削弱。牵引电动机采用架悬式全悬挂安装方式，将牵引电机整个悬挂在转向架构架上，通过弹性联轴器向车轴齿轮箱传递扭矩并驱动轮对。基础制动装置为空气制动，电制动采用电阻制动。

## 参看
- ER9型电力动车组
- ED9型电力动车组
- EPL2T型电力动车组